# 扎鲁特旗
扎鲁特旗是内蒙古自治区通辽市下辖的一个旗。

## 歷史
清代，將漠南蒙古扎鲁特部設為左、右兩旗，至民國初年未變。1935年4月，滿洲國令二旗合併，合為一扎鲁特旗。沿用至今。
1985年11月9日，国务院批准设立霍林郭勒市，以扎鲁特旗的霍林河办事处为其行政区域。此後行政區劃未變。

## 行政区划
扎鲁特旗下辖7个镇、8个苏木：
鲁北镇、黄花山镇、嘎亥图镇、巨日合镇、巴雅尔图胡硕镇、香山镇、阿日昆都楞镇、巴彦塔拉苏木、乌力吉木仁苏木、道老杜苏木、格日朝鲁苏木、前德门苏木、乌兰哈达苏木、查布嘎图苏木、乌额格其苏木、乌额格其牧场、香山农场、乌日根塔拉农场和嘎达苏种畜场。

## 人口
根據全國第七次人口普查數據顯示，截至2020年11月1日零時，扎魯特旗常住人口251806人。
扎魯特旗，總户數11.4萬户，總人口31.5萬，其中蒙古族15.49萬、佔49.2％，是一個由蒙、漢、滿、回、朝鮮等13個民族組成的少數民族地區，人口密度為每平方公里18人。

## 交通
- 304国道过境。